# Osvaldo Golijov
Osvaldo Golijov (* 5. Dezember 1960 in La Plata) ist ein argentinischer Komponist osteuropäischer, jüdischer Abstammung.

## Studium
Nachdem Osvaldo Golijov am Konservatorium in La Plata Klavier und bei Gerardo Gandini Komposition studiert hatte, ging er 1983 nach Israel. In Jerusalem studierte er bei Mark Kopytman an der Rubin Academy und vertiefte sich in die gegensätzlichen Musiktraditionen dieser Stadt. 1986 ließ er sich in den USA nieder, um an der University of Pennsylvania promoviert zu werden. Er studierte dort bei George Crumb und war als Schüler von Oliver Knussen Stipendiat in Tanglewood.

## Karriere
Anfang der 1990er Jahre begann Golijov eng mit zwei Streichquartetten zusammenzuarbeiten: dem St Lawrence String Quartet und dem Kronos Quartet. Anlässlich des 10-jährigen Bestehens der Kooperation von Osvaldo Golijov und dem St Lawrence String Quartet veröffentlichte EMI im Jahr 2002 „Yiddishbbuk“, eine für den Grammy nominierte CD mit Golijovs Kammermusik. Das Kronos Quartet brachte drei Aufnahmen von Projekten mit Golijov heraus: „The Dreams and Prayers of Isaac the Blind“, „Caravan“ und „Nuevo“. Des Weiteren arbeitete der Komponist mit der rumänischen Zigeunerkapelle Taraf de Haïdouks, der mexikanischen Rockgruppe Café Tacuba, dem Tabla-Virtuosen Zakir Hussain und dem argentinischen Komponisten, Gitarristen und Produzenten Gustavo Santaolalla zusammen. Für die Sängerin Dawn Upshaw komponierte er Three Songs for Soprano and Orchestra, die Oper Ainadamar, den Zyklus Ayre und Arrangements von Volksliedern.
Großen Erfolg feierte Osvaldo Golijov mit der Uraufführung der Markuspassion (La Pasión según San Marcos) im Jahr 2000. Das Werk wurde anlässlich des 250. Todestags von Johann Sebastian Bach für das Europäische Musikfest von Helmuth Rilling in Auftrag gegeben. Die bei Hänssler auf CD erschienene Aufnahme der Uraufführung wurde 2002 für den Grammy und den Latin Grammy nominiert. Für die Uraufführung von Ayre gründete Golijov ein weiteres Ensemble: „The Andalucian Dogs“. Dieses führte das Werk zusammen mit Dawn Upshaw in der Zankel Hall auf und spielte es für die Deutsche Grammophon ein. Die Aufnahme erschien im Januar 2006 und wurde im selben Jahr mit einem Gramophone Award und 2007 mit einem Grammy ausgezeichnet. Osvaldo Golijov erhielt zahlreiche Aufträge von renommierten Ensembles und Institutionen in den USA und Europa. Zu seinen vielen Auszeichnungen gehört auch eine MacArthur Fellowship.
Osvaldo Golijov ist Composer in Residence bei zahlreichen Festivals und Orchestern (Chicago Symphony Orchestra für die Spielzeiten 2006/07 und 2007/08, Spoleto Festival, die Reihe „Music Alive“ des Los Angeles Philharmonic Orchestra, Festivals von Marlboro und Ravinia etc.). Der Komponist ist derzeit außerordentlicher Professor am College of the Holy Cross in Worcester, MA, wo er seit 1991 lehrt, und gehört zudem zum Lehrkörper des Boston Conservatory.
2018 wurde er in die Academy of Motion Picture Arts and Sciences berufen, die jährlich die Oscars vergibt.

## Werke (Auswahl)

### Bühnenwerke
- 2003: Ainadamar (arabischer Name eines Brunnens in Granada – zu Deutsch: „Quelle der Tränen“). Oper in drei Bildern. Libretto: David Henry Hwang. UA 10. August 2003 Tanglewood Festival of Contemporary Music. Europäische Erstaufführung: 24. November 2007 am Staatstheater Darmstadt.[3][4][5][6][7][8]

### Filmmusik
- 2000: In stürmischen Zeiten, englisch The Man Who Cried. Musik zum Film von Sally Potter.
- 2002: Darkness. Musik zu Alejandro González Iñárritus Beitrag zum Film 11′09″01 – September 11, Segment (Mexiko).
- 2007: Jugend ohne Jugend, englisch Youth Without Youth. Musik zum Film von Francis Ford Coppola.
- 2009: Tetro. Musik zum Film von Francis Ford Coppola.
- 2024: Megalopolis. Musik zum Film von Francis Ford Coppola.

### Kammermusik
- 1989: Ballad of the Drowned Solitude. 1. Fassung für 2 Gesangsstimmen, 2 B-Klarinetten und 2 Bassklarinetten nach Texten unbekannter Autoren in Ladino und Spanisch; 2. Fassung für 3 B-Klarinetten und 3 Bassklarinetten. UA 1994 im Barbican Centre in London
- 1990: Yiddish Ruakh, für Klarinette, 2 Hörner, Klavier und Streichorchester. UA 1990 beim Tanglewood Festival of Contemporary Music
- 1991: There is Wind and There are Ashes in the Wind, für Klarinette, Klavier und Erzähler. UA 1991 durch das Ensemble Continuum.[9]
- 1992: Yiddishbbuk, für Streichquartett. UA 27. Juli 1992 beim Tanglewood Festival of Contemporary Music durch das St. Lawrence String Quartet.
- 1993: Third World, für 2 Klaviere
- 1994: K’vakarat. 1. Fassung für Kantor und Streichquartett; 2. Fassung für Klarinette und Streichquartett. UA 27. Januar 1994 im Wexner Center for the Arts, Columbus (Ohio).
- 1994: The Dreams and Prayers of Isaac the Blind, für Klarinette und Streichquartett. UA 10. August 1994 beim Schleswig-Holstein Musik Festival.
- 1994: Av Horachamin, für Kantor und elektrisches Streichquartett; Text: Hebräisches Totengebet. UA 27. Januar 1994 durch das Kronos Quartet und Kantor Mikhail Alexandrovich.
- 1994: November. Tanztheater mit 2 Klavieren. UA 16. Mai 1994 auf der 4. Biennale in München.[10][11]
- 1996: Last Round, für Streichorchester. UA 25. Oktober 1996 Adrian Boult Hall, Birmingham.
- 1998: Din, für Klavier, Röhrenglocken und 4 Instrumente. UA 1998 auf dem Spoleto USA Chamber Music Festival.
- 1998: Fish Tale, für Gitarre und Flöte. UA Sommer 1998 in Santa Fe.
- 1998: Rocketekya, für Klarinette, Violine, elektrische Viola und Kontrabass. UA 18. November 1998 in der Merkin Concert Hall, New York.
- 1999: Doina, für Streichquartett. UA 1999 durch das Kronos Quartet.
- 2001: Lullaby and Doina, für Flöte, Klarinette, Violine, Viola, Violoncello und Kontrabass. UA April 2001 in der Jordan Hall, Boston.
- 2001: Luce, für 2 Klaviere und Sopran od. Bariton. UA 8. April 2001 Miller Theater, Columbia University, New York durch das Ensemble Continuum.
- 2001: How Slow the Wind, für Sopran und Ensemble. UA März 2002 Minneapolis in der Fassung für Gesang und Orchester.
- 2002: Lúa Descolorida, für Sopran und Klavier od. Streichquartett. UA März 2002 Minneapolis in einer Fassung für Gesang und Orchester.
- 2002: K’in Sventa Ch’ul Me’tik Kwadalupe, für Streichquartett, Marimba und Tonband (Feldaufnahme eines Rituals in Chiapas, Mexiko). UA 2. März 2002 im Hancher Auditorium, Iowa durch das Kronos Quartet.
- 2002: Tenebrae, 1. Fassung für Sopran, Klarinette und Streichquartett, 2. Fassung für Streichquartett. UA der 1. Fassung am 1. Juni 2002 im Dock Street Theatre, Charleston durch Courtenay Budd (Sopran), Todd Palmer (Klarinette) und das St. Lawrence String Quartet.
- 2004: Ayre, für Sopran und Ensemble. UA 31. März 2004 in der Zankel Hall, New York durch Dawn Upshaw und The Andalucian Dogs.
- 2005: Tekyah, für Klarinette, Akkordeon, 3 Trompeten, 3 Hörner, 2 Posaunen und 4 Schofare. UA 27. Januar 2005, Fernsehübertragung anlässlich des 60. Jahrestages der Befreiung des KZs Auschwitz-Birkenau.[12]

### Vokalwerke
- 1996: Oceana, für Solisten, Chor und Orchester nach Texten von Pablo Neruda. UA 27. Juni 1996 in Eugene (Oregon) beim Oregon-Bach-Festival
- 2000: La Pasión según San Marcos (Markus-Passion), für Solisten, Chor, 4 Schlagzeuger, Berimbau, Akkordeon, Tres, Klavier, Kontrabass solo und Kammerorchester nach Texten aus dem Markusevangelium, dem Kaddisch, den Klageliedern Jeremias, den Psalmen 113–119 und von Rosalía de Castro. UA 5. September 2000 im Beethovensaal der Liederhalle, Stuttgart.[13][14][15]

Quellen:

## Diskographie

### Verlag
Golijovs Werke werden bei Boosey & Hawkes verlegt:

“Boosey & Hawkes, an Imagem Company, is proud to announce it has purchased Ytalianna Music Publishing LLC, including the acquisition of worldwide copyrights to all published works by the celebrated Argentine composer Osvaldo Golijov.”

Hier eine Auswahl an Einspielungen seiner Werke:

### CDs
- 1994: Night Prayers – Kronos Quartet (Nonesuch)
- 1997: The Dreams and Prayers of Isaac the Blind (Nonesuch)
- 2000: Caravan – Kronos Quartet (Nonesuch)
- 2001: Soundtrack – The Man Who Cried (Sony Classical)
- 2002: Nuevo – Kronos Quartet (Nonesuch)
- 2002: Yiddishbbuk (EMI)
- 2003: World to Come – Maya Beiser (Koch International Classics)
- 2003: Anthem – Matt Haimovitz (Oxingale)
- 2003: Klezmer Concertos and Encores (Naxos)
- 2004: Voices of Light – Dawn Upshaw (Nonesuch)
- 2004: Borromeo String Quartet Living (Live recording from the Borromeo String Quartet’s Archive)
- 2005: Ayre – Dawn Upshaw (Deutsche Grammophon)
- 2005: Goulash – Matt Haimovitz (Oxingale)
- 2006: Ainadamar (Deutsche Grammophon)
- 2007: Oceana, Tenebrae, 3 Songs (Deutsche Grammophon)
- 2007: Soundtrack – Youth without Youth (A & M Records)
- 2007: New Impossibilities (Sony Classical)
- 2007: Opera Fantasies for Violin (Naxos)
- 2008: La Pasión según San Marcos (Hänssler Classic)
- 2009: Tetro – Soundtrack (Deutsche Grammophon)

### DVDs
- 2004: Borromeo String Quartet Living (Live-Aufnahme)
- 2004: Voices of our Time – Dawn Upshaw (TDK VTDU)
- 2005: Holocaust – A Music Memorial Film from Auschwitz (BBC)

## Auszeichnungen
- Stoeger Prize (1996) zusammen mit Martin Bresnick für das kammermusikalische Schaffen
- Gramophone Award (2006) & Grammy (2007) für „Ayre“ – Osvaldo Golijov & The Andalucian Dogs
- Prix Caecilia (2007) & Grammy in den Kategorien »Beste Aufnahme klassischer Musik der Gegenwart« und »Beste Opernaufnahme« für „Ainadamar“ – Osvaldo Golijov, Dawn Upshaw und das Atlanta Symphony Orchestra